# Eunidia biplagiata
Eunidia biplagiata là một loài bọ cánh cứng trong họ Cerambycidae.